# Monica Esposito
Pour les articles homonymes, voir Esposito.
Monica Esposito (7 août 1962 à Gênes, Italie - 10 mars 2011  à Kyoto, Japon) est un chercheur des religions chinoises, spécialisée dans l'histoire, les textes et les pratiques du taoïsme (du XVe au XXe siècle).

## Biographie
À l'âge de quatre ans, sa famille (son père Carlo Esposito, sa mère Iris Barzaghi, et sa sœur aînée Adriana Esposito) s'est installée à Padoue (Padoue). Après des études au lycée classique (grec, latin), elle étudia les langue, culture et philosophie chinoises à l'université Ca'Foscari de Venise, l'université de Fudan à Shanghai et l'université de Gand en Belgique. Après avoir obtenu son diplôme en sinologie avec une thèse sur le qigong en 1987, elle continua ses études sous la direction du professeur Isabelle Robinet au département des études d'Extrême-Orient de l'université Paris 7. Ayant obtenu son diplôme d'études approfondies (DEA) avec la thèse Présentation d'une partie des textes du Daozang xubian sous la direction d'Isabelle Robinet, elle poursuivit ses recherches à Shanghai (Académie des Sciences Sociales) avec le professeur Chen Yaoting. Sa thèse de doctorat (summa cum laude, 1993) porte le titre La Porte du Dragon–l'école Longmen du Mont Jin'gai et ses pratiques alchimiques d'après le Daozang xubian (Suite au canon taoïste) (thèse dirigée par Isabelle Robinet).
Au cours de plusieurs séjours en Chine et au Tibet, Dr Esposito s'est familiarisée avec de diverses pratiques comme le qigong, le taiji ainsi que des techniques de méditation taoïstes et bouddhiques. En suite d'études post-doctorales à l'université de Venise (1994-1995), la Sorbonne (1995-1997) et à l'université de Kansai (Osaka), elle s'est installée à Kyoto en 1998 et a épousé Urs App.
De 1998 à 2003, elle a poursuivi des études sur le champ sur les religions de Taïwan, Hong Kong et la Chine continentale et produit, avec son mari, nombre de documentaires audiovisuels sur les religions d'Extrême-Orient. Leur documentaire de 50 minutes Dangki. Les chamanes de la Chine a été diffusé sur la chaîne France 2 en 2001.
Depuis son élection comme professeur associé de l'Institut de Recherche sur les sciences humaines (Jinbun Kagaku kenkûjo) de l'université de Kyoto en 2003, Dr Esposito s'est concentrée sur la recherche des textes taoïstes des périodes Ming et Qing. Elle fonda et dirigea le projet de recherche international avec plus de soixante collaborateurs dans tout le monde sur le Daozang Jiyao, la plus importante collection de textes daoïstes des Qing. Pour des éléments de ce grand projet, Dr Esposito recevait des fonds importants de la Chiang Ching-Kuo foundation (2006-2009 et 2010-2013) et de la Japanese Society for the Promotion of Science (JSPS ; 2008-2011). Plusieurs des  principales institutions collaborèrent dans ce projet :
- Institut de recherche sur les sciences humaines (Jinbun Kagaku kenkûjo) à l'université de Kyoto
- Academia Sinica]: Institut de littérature et philosophie chinoise; Institut de philologie et histoire
- The Chinese University of Hong Kong, Département de culture et sciences religieuses, Centre d'études sur la culture daoïste
- École française d'Extrême-Orient
- Sichuan Academy of Social Science, Département de philosophie
- Université de Sichuan, Institut de sciences religieuses

La recherche scientifique de Monica Esposito se concentra sur le taoïsme des périodes Ming et Qing, l'alchimie intérieure (neidan), l'interaction dans l'âge impérial tardif entre taoïsme, tantrisme, bouddhisme, et le bouddhisme tibétain (rDzogs chen).
Monica Esposito est morte le 10 mars 2011 à l'âge de 48 ans d'une embolie pulmonaire.

## Associations professionnelles
- Directrice, projet Daozang Jiyao[5]
- Membre, Society for the Study of Chinese Religions
- Membre, Dōkyō gakkai (Société japonaise pour l'étude du taoïsme)
- Membre, American Association of Asian Studies
- Coéditrice, Routledge Studies in Taoism (Routledge, London)
- Membre du comité d'édition pour Daoism: Religion, History and Society (Journal, Chinese University of Hong Kong, Centre for the Studies of Daoist Culture)

## Livres
Bibliographie complète
- 1993 :  La Porte du Dragon. L'école Longmen du Mont Jingai et ses pratiques alchimiques d'après le Daozang xubian (Suite au Canon Taoïste). Thèse de doctorat, 3e cycle, Paris VII, 1993 (sous la direction du Pr Isabelle Robinet). PDF des deux volumes: http://universitymedia.org/Esposito_PhD.html .
- 1995 : Il Qigong, la nuova scuola taoista delle cinque respirazioni [Qigong, la nouvelle école taoïste des cinques souffles]. Padoue: Muzzio, 1995.
- 1997 : L'alchimia del soffio [L'alchimie du souffle]. Rome: Ubaldini, 1997[6].
- 2008 : Images of Tibet in the 19th and 20th Centuries, Études thématiques 22 (2 volumes). Paris, École française d'Extrême-Orient, 2008[7].
- 2013 The Zen of Tantra. Wil (Suisse) / Paris: UniversityMedia, 2013  (ISBN 978-3-906000-25-1). 179 pp.
- 2013 Creative Daoism. Wil (Suisse) / Paris: UniversityMedia, 2013  (ISBN 978-3-906000-04-6). 392 pp[8].
- 2014 Facets of Qing Daoism. Wil (Suisse): UniversityMedia, 2014  (ISBN 978-3-906000-06-0). 410 pp[9].

## Sélection d'articles
- 1988 Shen Hongxun, Taiji wuxigong–La pratica delle cinque respirazioni del Polo Supremo (Taiji wuxigong–La pratique des cinq souffles], Taiji wuxigong yanjiuhui, Shanghai, 1986, Biologica (Revue du Dept. de philosophie, Université Ca'Foscari, Venise)1/1988, 225-226.
- 1992 Il Daozang xubian, raccolta di testi alchemici della Longmen [Le Daozang xubian, une collection de textes alchimiques de l'école Longmen], Annali dell'Instituto Universitario Orientale LII, 4, 1992, 429-449.
- 1993 Journey to the Temple of the Celestial-Eye (Voyage au temple de l’œil céleste). Dans David W. Reed (ed.), Spirit of Enterprise, The 1993 Rolex Awards, 275-277. Bern: Buri ed., 1993.
- 1995 Il Ritorno alle fonti– per la costituzione di un dizionario di alchimia interiore all'epoca Ming e Qing [Retour aux sources. Préparation d'un dictionnaire d'alchimie intérieure des Ming et Qing]. Dans M. Scarpari (ed.), Le fonti per lo studio della civiltà cinese [Sources pour l'étude de la civilisation chinoise], 101-117. Venezia: Cafoscarina, 1995.
- 1996 Il Segreto del Fiore d'Oro e la tradizione Longmen del Monte Jin'gai [Le secret de la fleur d'or et la tradition Longmen du mont Jin'gai]. Dans P. Corradini (ed.), Conoscenza e interpretazione della civiltà cinese [Connaissance et interprétation de la civilisation chinoise], 151-169. Venezia: Cafoscarina, 1996.
- 1998 (in collaboration with Chen Yaoting 陳耀庭), Yidali daojiao de yanjiu 意大利道教的研究 [Études du daoïsme en Italie], Dangdai zongjiao yanjiu 當代宗教研究 1, 44-48.
- 1998 The different versions of the Secret of the Golden Flower and their relationship with the Longmen school (Les versions différentes du Secret de la fleur d'or), Transactions of the International Conference of Eastern Studies XLIII, 90-109.
- 1998 Éditrice en chef des articles sur la religion chinoise (taoïsme) et de l'alchimie intérieure pour le Dictionnaire encyclopédique de l'ésotérisme, édité par Jean Servier. Paris: Presses Universitaires de France (Absorption des effluves cosmiques, 5-6; Alchimie féminine, 51-52; Alchimie intérieure, en collaboration avec Isabelle Robinet, 55-58; Art de l'alcôve, 58-60; Corps subtil, 343-345; Daoyin, 365-367; Délivrance du cadavre, 377-378; Exorcisme, 500-502; Géographie sacrée, 532-534; Immortalité et Taoïsme, 642-645; Souffle et respiration embryonnaire, 1216-1218; Tao, 1262-1263).
- 1998 Italia no kangaku to dōkyō kenkyū イタリアの漢学と道教研究 (La sinologie italienne et l'étude du taoïsme). Dans Nakamura Shōhachi 中村璋八(ed.), Chūgokujin to dōkyō 中国人と道教, 83-104. Tokyo: Kyūko shoin 汲古書院.
- 1998 Una tradizione di rDzogs-chen in Cina. Una nota sul Monastero delle Montagne dell'Occhio Celeste [Une tradition de rDzogs chen en Chine: Note sur le monastere de l'oeuil céleste], Asiatica Venetiana 3, (1998): 221-224.
- 1999 Orakel in China [Oracles en Chine]. Dans A. Langer and A. Lutz (eds), Orakel – Der Blick in die Zukunft [Oracles-Vision du futur], 304-314. Zürich: Museum Rietberg.
- 2000 Daoism in the Qing (1644-1911). In L. Kohn (ed.), Daoism Handbook, 623-658. Leiden: Brill.
- 2001 Longmen Taoism in Qing China–Doctrinal Ideal and Local Reality (Taoïsme Longmen dans la Chine des Qing), Journal of Chinese Religions 29 (Numéro spécial sur le Quanzhen édité par Vincent Goossaert et Paul Katz), 191-231.
- 2001 In Memoriam Isabelle Robinet (1932-2000) –A Thematic and Annotated Bibliography. Monumenta Serica XLIX, 595-624.
- 2001 Articles sur le taoïsme et l'alchimie intérieure dans Le grand dictionnaire Ricci de la langue chinoise (six volumes). Paris: Desclée de Brouwer.
- 2004 The Longmen School and its Controversial History during the Qing Dynasty. (L'école Longmen et la controverse sur son histoire pendant les Qing). Dans John Lagerwey ed. Religion and Chinese Society: The Transformation of a Field, vol. 2, 621-698. Paris: EFEO & Chinese University of Hong Kong, 2 vols.
- 2004 In Memoriam of Isabelle Robinet–An Annotated and Thematic Bibliography (édition révisée et augmentée), Cahiers d'Extrême-Asie 14 (Numéro spécial in memoriam Isabelle Robinet, édité par Monica Esposito et Hubert Durt), 1-42.
- 2004 Sun-worship in China–The Roots of Shangqing Taoist Practices of Light (Le culte du soleil en Chine: les racines des pratiques de lumière Shangqing, Cahiers d'Extrême-Asie 14 (Numéro spécial in memoriam Isabelle Robinet, édité par Monica Esposito et Hubert Durt), 345-402.
- 2004 Gyakuten shita zō-jotan no shintai kan 逆転した像–女丹の身体觀 (Le miroir inversé: La vision du corps dans l'alchimie intérieure féminine). Dans Sakade Yoshinobu sensei taikyū kinen ronshū kankō kai 坂祥伸先生退休記念論集刊行会 (ed.), Chūgoku shisō ni okeru shintai, shizen, shinkō 中国思想における身体．自然．信仰 [Corps, nature et foi religieuse dans la pensée chinoise] (Volume dédié au Professeur Yoshinobu Sakade), 113-129. Tokyo: Tōhō shoten 東方書店.
- 2004 Shindai ni okeru Kingai-zan no seiritsu to Kinka shūshi 清代における金蓋山龍門派の成立と『金華宗旨』[Le secret de la fleur d'or et l'établissement de la tradition Longmen sur le mont Jin'gai pendant la dynastie Qing]. In Takata Tokio 高田時雄 (ed.), Chūgoku shūkyō bunken kenkyū kokusai shinpojiumu hōkukusho 中国宗教文献研究国際シンポジウム報告書, 259-268. Kyoto: Jinbun Kagaku Kenkyūjo 人文科学研究所 [voir plus bas pour la version annotée de 2007].
- 2005 Shindai dōkyō to mikkyō: Ryūmon seijiku shinshū 清代道教と密教：龍門西竺心宗 [Un exemple d'interaction daoïste et tantrique pendant les Qing: le linéage tantrique Longmen Xizhu xinzong]. In Mugitani Kunio 麦谷邦夫 (ed.), Sankyō kōshō ronsō 三教交渉論叢 [Studies on the Interaction between the Three Teachings], 287-338. Kyoto: Jinbun Kagaku Kenkyūjo 人文科学研究所.
- 2006 Daozang jiyao ji qi bianzuan de lishi 道藏輯要及其編纂的歷史. (L'histoire de la compilation du Daozang jiyao). Conférence présentée à la First International Academic Symposium of Daoist Literature and its Path to Immortality, Gaoxiong, Zhongshan University, 10-12 novembre.
- 2007 Shindai ni okeru Kingai-zan no seiritsu to Kinka shūshi 清代における金蓋山龍門派の成立と『金華宗旨』. (Le secret de la fleur d'or et l'établissement de la tradition Longmen sur le mont Jin'gai pendant la dynastie Qing). Dans Kyōto Daigaku Jinbun Kagaku Kenkyūjo 京都大学人文科学研究所 (ed.), Chūgoku shūkyō bunken kenkyū 中国宗教文献研究 [Religions en écriture chinoise: Perspectives de recherche textuelle], 239-264. Kyoto: Rinsen shoten 臨川書店, 2007.
- 2007 " The Discovery of Jiang Yuanting's Daozang jiyao in Jiangnan—A Presentation of the Daoist Canon of the Qing Dynasty. (La découverte du Daozang jiyao de Jiang Yuanting au Jiangnan: Une présentation du canon taoïste des Qing). Dans Mugitani Kunio 麦谷邦夫 (ed.), Kōnan dōkyō no kenkyū 江南道教の研究 [Research on Jiangnan Daoism] (Rapport des recherches 2003-2006, exécutés par la Japan Foundation for the Promotion of Science [JSPS]). Aussi publié dans Xueshu Zhongguo 學術中國 [Academic China] (2007.11): 25-48.
- 2008 Vingt et un articles pour The Encyclopedia of Taoism édité par Fabrizio Pregadio. London: Routledge.
- 2008 "rDzogs chen in China: from Chan to Tibetan Tantrism in Fahai Lama's (1921-1991) footsteps. Dans Monica Esposito (ed.), Images of Tibet in the 19th and 20th centuries, 22 (vol. 2), 473-548. Paris: École française d'Extrême-Orient.
- 2009 Yibu Quanzhen Daozang de faming: Daozang jiyao ji Qingdai Quanzhen rentong 一部全真道臧的发明：道臧辑要及清代全真认同. Dans Zhao Weidong 赵卫东 ed., Wendao Kunyushan 问道昆嵛山, 303-343. Jinan: Qilu.
- 2009 The Daozang Jiyao Project: Mutation of a Canon (Le projet Daozang jiyao: mutations d'un canon), Daoism: Religion, History and Society (2009.1): 95-153.
- 2009 The Daozang Jiyao and the Future if Daoist Studies (Le Daozang jiyao et le futur des études taoïstes). Paper presented at the International Conference New Approaches to the Study of Daoism in Chinese Culture and Society',' Chinese University of Hong Kong, 26-28 November 2009 (forthcoming in Lai, Chi Tim & Cheung, Neky Tak-ching, New Approaches to the Study of Daoism in Chinese Culture and Society, Hong Kong: Chinese University Press, 2011).
- 2010 Qingdai Quanzhen jiao zhi chonggou: Min Yide ji qi jianli Longmen zhengtong de yiyuan 清代全真教之重構：閔一得及其建立龍門正統得意願 (La réinvention du Quanzhen pendant les Qing: Min Yide et sa volonté d'orthodoxie). Présenté pendant la International Quanzhen conference 探古監今 –全真道的昨天,今天與明天, Hong Kong, January 6-8, 2010 (en presse).
- 2010 Qingdai daojiao - Jiangnan Jiang Yuanting ben Daozang jiyao 清代道藏—江南蒋元庭本《道藏辑要》之研究 (Daoïsme - Une étude de la version du Daozang jiyao de Jiang Yuanting). Zongjiao yanjiu 宗教学研究 (en presse).
- 2014 The Invention of a Quanzhen Canon: The Wondrous Fate of the Daozang jiyao (L'invention d'un canon Quanzhen: Le sort miraculeux du Daozang jiyao). Vincent Goossaert & Liu Xun (eds.) Quanzhen Daoism in Modern Society and Culture. Berkeley: Institute of East Asian Studies, 2014, pp. 44-77.

## Documentaires audiovisuels
- Der Teebesen. Documentaire pour l'exposition sur le bambou dans le musée ethnographique de l'Université de Zurich[10] de l'Université de Zurich, Suisse (2003)[11] et au Musée national d'ethnologie de Munich (2006) (en collaboration avec Urs App)
- On the Way to Tōhaku's Pine Forest. Documentaire pour l'exposition sur l'art de Hasegawa Tōhaku (2002) au Museum Rietberg, Zurich (en collaboration avec Urs App)
- Dangki. Documentaire diffusé en 2001 sur France 2 (en collaboration avec Urs App).
- Oracles in China. Documentaire pour l'exposition Oracles au Musée de l'an 2000 au Museum Rietberg, Zurich (en collaboration avec Urs App).
- Oracles in Japan. Documentaire pour l'exposition sur les oracles au Musée de l'an 2000 au Museum Rietberg, Zurich (en collaboration avec Urs App).
- Chinese Oracle Kids. Documentaire pour l'exposition sur les oracles au Musée de l'an 2000 au Museum Rietberg, Zurich (en collaboration avec Urs App).